# Китайський Тайбей на зимових Олімпійських іграх 2006
Тайвань на зимових Олімпійських іграх 2006 року у Турині був представлений одним спортсменом у санному спорті. Тайванський спортсмен не здобув жодної медалі.

## Санний спорт
| Дисципліна     | Спортсмен | 1 заїзд   | 2 заїзд   | 3 заїзд   | 4 заїзд   | Загальний результат | Загальне місце |
| Дисципліна     | Спортсмен | Результат | Результат | Результат | Результат | Загальний результат | Загальне місце |
| -------------- | --------- | --------- | --------- | --------- | --------- | ------------------- | -------------- |
| одномісні сани | Ма Чжигун | 53.939    | 53.605    | 53.977    | 53.620    | 3:35.141            | 28             |